# Deposito discrezionale
Il Deposito discrezionale (assieme al contractum trinius) era uno strumento messo a punto dai banchieri e mercanti europei nel Medioevo come metodo per eludere le disposizioni del diritto canonico che vietano l'usura. A quel tempo, le nazioni cristiane avevano pesantemente incorporato le scritture cristiane nelle loro leggi statali, e come tale era illegale per qualsiasi persona addebitare gli interessi su un prestito di denaro.
Il nome deriva dal funzionamento del dispositivo: una persona ricca deposita una grossa somma di denaro presso una banca. Il suo nome potrebbe essere tenuto segreto (a "discrezione del banco"), come deposito discrezionale è stato visto come un espediente evidente riguardo alla riscossione dell'usura, e sarebbe stato imbarazzante per il Papa, cardinali, e vari nobili e mercanti che hanno fatto uso di questo strumento. Ogni anno, in segno di gratitudine per il deposito del personaggio, il banchiere renderebbe un "dono", il cui importo esatto sarebbe a discrezione del banchiere. Naturalmente, i doni funzionerebbero con qualunque tasso prevalente, 8-12%, forse. Se i "doni" di un banchiere sarebbero stati troppo esigui, i depositanti avrebbero ritirato alla fine loro denaro per darlo ad un'altra banca i cui "doni" erano più commisurati col tasso corrente. I conti di deposito discrezionali non erano conti di deposito a domanda (depositi a vista), e così spesso la notifica dei prelievi doveva essere data in anticipo, a volte anche di più di un anno.